# Ophiomusium testudo
Ophiomusium testudo är en ormstjärneart som beskrevs av George Richard Lyman 1875. Ophiomusium testudo ingår i släktet Ophiomusium och familjen Ophiolepididae. Inga underarter finns listade i Catalogue of Life.